# Galina Murašova
Galina Murašova (Russisch: Галина Мурашова) (Vilnius, 22 december 1955) is een atleet uit Litouwen, en de Sovjet-Unie.
Op de Olympische Zomerspelen van Moskou in 1980 en op de Olympische Zomerspelen van Seoul in 1988 nam Murašova voor de Sovjet-Unie deel aan het onderdeel discuswerpen.
Op de Wereldkampioenschappen atletiek 1983 werd ze voor de Sovjet-Unie tweede op het onderdeel discuswerpen.
- World Athletics: 14354042